# Сверкляны (гмина)
Сверкляны (пол. Świerklany) — сельская гмина (волость) в Польше, входит как административная единица в Рыбницкий повет, Силезское воеводство. Население — 9 500 человек (на 2006 год).

## Демография
| Перепись                       | Всего   | Всего | Женщины | Женщины | Мужчины | Мужчины |
| ------------------------------ | ------- | ----- | ------- | ------- | ------- | ------- |
| Единицы                        | человек | %     | человек | %       | человек | %       |
| Население                      | 11 177  | 100   | 5685    | 50,9    | 5492    | 49,1    |
| Плотность населения (чел./км²) | 465,3   | 465,3 | 236,7   | 236,7   | 228,6   | 228,6   |

## Соседние гмины
1. Ястшембе-Здруй
2. Гмина Марклёвице
3. Гмина Мшана
4. Рыбник
5. Жоры